# Gösta Wesström
Gösta Wesström, född 18 december 1888 i Stöde socken, Medelpad, död 28 september 1981 i Kisa, var en svensk målare.
Han var son till skogsinspektoren Erik Wesström och Karin Näslund och från 1928 gift med Kajsa Clarin. När han var 16 år tog han hyra som jungman och efter en tid till sjöss mönstrade han av i Stockholm där han gick i lära för en dekorationsmålare samtidigt studerar han dekorativt måleri vid Tekniska skolan. Han fortsatte därefter sin utbildning vid en folkhögskola i Norrland innan han via Jämtland bosatte sig i Norge 1913–1916. Under sin tid i Norge kom han i kontakt med Christian Krohgs måleri och han bestämde sig för att bli konstnär. Han studerade konst vid Wilhelmsons målarskola i Stockholm 1919 och genom självstudier under resor till Norge, Danmark och längre perioder i Italien. Separat ställde han ut i Sundsvall 1929 och han medverkade i samlingsutställningar i Härnösand och Östersund samt utställningar arrangerade av Östgöta konstförening. Wesström var representerad i utställningen Linköping genom konstnärsögon som visades i Linköping 1940. Hans konst består huvudsakligen av italienska och nordiska landskapsskildringar utförda i olja samt porträtt och figurstudier.  